# Vlag van Haagse Beemden

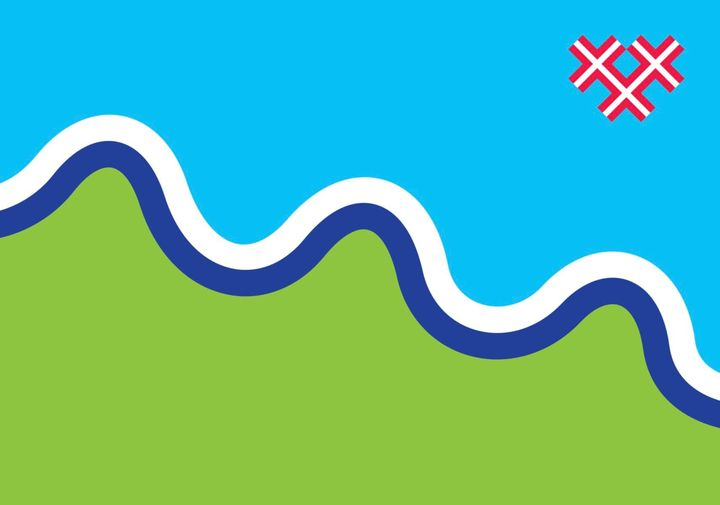
Vlag van de Haagse Beemden

De vlag van de Haagse Beemden werd in 2022 geïntroduceerd op initiatief van de bewoners van de Bredase wijk Haagse Beemden. De vrijwilligers van “Haagse Beemden Verbindt” wierpen een ontwerpwedstrijd op. Het winnende ontwerp was van Hein de Vree. 
De Vree licht het ontwerp als volgt toe: 
- De golvende lijn staat symbool voor het iet wat glooiende landschap van de wijk.
- De donkerblauwe lijn staat voor het kronkelende water in de wijk.
- De witte lijn volgt de blauwe lijn net als de wegen in de wijk ook vaak het natuurlijke water volgen.
- Het lichtblauwe is de stralend blauwe hemel boven de Haagse Beemden.
- In de rechterbovenhoek de drie Andreaskruizen uit het stadswapen van de gemeente Breda.

De lichte kleuren zijn volgens De Vree het verfrissende van de wijk. 
De vlag werd op 11 juni 2022 gepresenteerd tijdens de eerste editie van het Haagse Beemden Festival, in het bijzijn van de Bredase burgemeester Paul Depla.
Acht
· Alphen
· Bavel
· Berghem
· Berlicum
· Biest-Houtakker
· Borkel en Schaft
· Chaam
· Cromvoirt
· Cuijk
· Den Dungen
· Dinteloord
· Effen
· Esch
· Galder
· Geeren-Noord
· Gemonde
· Haagse Beemden
· Haaren
· Halsteren
· Helvoirt
· Herpen
· Heusden
· Langenboom
· Leur
· Megen, Haren en Macharen
· Moergestel
· Nieuw-Vossemeer
· Nuland
· Olland
· Orthen
· Princenhage
· Ravenstein
· Rosmalen
· Sint-Michielsgestel
· Sprang
· Steenbergen
· Strijbeek
· Teteringen
· Ulvenhout
· Udenhout
· Velp
· Vierlingsbeek
· Waspik
· Wintelre